# Nombre décagonal centré
Ne doit pas être confondu avec Nombre décagonal.

Représentation des nombres décagonaux centrés d'indices 2, 3, 4 et 5.

En mathématiques, un nombre décagonal centré est un nombre figuré polygonal centré qui représente un décagone avec point central, tous les points qui l'entourent formant des couches décagonales successives. Pour tout entier n ≥ 1, le n-ième nombre décagonal centré est donc
Par conséquent, les nombres décagonaux centrés sont congrus à 1 modulo 10 (autrement dit : leur chiffre des unités en base dix est 1 — ils sont donc impairs).
Ils forment la suite d'entiers  A062786 de l'OEIS : 1, 11, 31, 61, 101, 151, 211, 281, 361, 451, etc.
En base dix, le chiffre des unités de tout diviseur d'un nombre décagonal centré est 1 ou 9. En effet, pour tout facteur premier p de 5n2 – 5n + 1, on a p > 5 et modulo p, 5(2n – 1)2 est congru à 1 donc 5 est un résidu quadratique, par conséquent modulo 5, p est un carré, si bien que p est congru à ±1 mod 5, donc aussi mod 10 (puisqu'il est impair).
La sous-suite des nombres décagonaux centrés premiers est 11, 31, 61, 101, 151, 211, 281, 661, etc. (suite A090562 de l'OEIS) et leurs indices n sont 2, 3, 4, 5, 6, 7, 8, 12, etc. (1 + suite A090563 de l'OEIS).